# Dikoleps cutleriana
Dikoleps cutleriana là một loài ốc biển, là động vật thân mềm chân bụng sống ở biển thuộc họ Skeneidae.